# Jody Payne
Pour les articles homonymes, voir Payne.
Jody Payne, né le 11 janvier 1936 dans le Comté de Garrard dans le Kentucky et mort le 10 août 2013 à Stapleton en Alabama (à 77 ans), est un chanteur et musicien de country américain. Il fut notamment un guitariste de longue date au sein du groupe Family de Willie Nelson où il se produit pendant trente-cinq ans.

## Biographie
Né James L. Payne, il accompagne le guitariste Charlie Monroe à partir de 1951. Lorsqu'il revient chez lui, sa famille déménage à Cincinnati en Ohio. Il est mobilisé dans l'armée en 1958 pendant deux ans à l'issue desquels il s'installe à Détroit. Il y fait la rencontre de Willie Nelson en 1962, avec qui il est amené à jouer quelques années après.
Dans les années 1960, il joue aux côtés de Ray Price et de Merle Haggard, avant d'entamer une collaboration durable avec Willie Nelson en tant que guitariste à partir de 1973 jusqu'en 2008. Il se retire ensuite à Stapleton en Alabama.
Marié une première fois à la chanteuse de country Sammi Smith qui lui donne un fils, Waylon Payne, né en 1972, il se remarie après son divorce avec sa seconde épouse Vicki en 1980. De leur union naît un autre fils, Austin Payne, né en 1981.
Jody Payne décède le 10 août 2013 dans un hôpital proche de Stapleton, à la suite de problèmes cardiaques. Il était âgé de 77 ans.